# کریتن ۱۰۰۴۶
سیارک ۱۰۰۴۶ (به انگلیسی: 10046 Creighton، نامگذاری:1986JC) ده هزار و چهل و ششمین سیارک کشف شده‌است که در ۲ مه ۱۹۸۶ کشف شد.